# Straky (przystanek kolejowy)
Straky (czeski: Železniční zastávka Straky) – stacja kolejowa w miejscowości Straky, w kraju środkowoczeskim, w Czechach. Znajduje się na wysokości 200 m n.p.m..
Jest obsługiwany i zarządzany przez České dráhy. Na przystanku nie ma możliwości zakupu biletów, a obsługa podróżnych odbywa się w pociągu. 

## Linie kolejowe
- 071 Nymburk - Mladá Boleslav